# Саку (город)
Саку (яп. 佐久市 Саку-си) — город в Японии, находящийся в префектуре Нагано. Площадь города составляет 423,99 км², население — 99 564 человека (1 августа 2014), плотность населения — 234,83 чел./км².

## Географическое положение
Город расположен на острове Хонсю в префектуре Нагано региона Тюбу. С ним граничат города Коморо, Тино, Томи, посёлки Сакухо, Каруидзава, Миёта, Татесина, Симонита и село Наммоку.

## Население
Население города составляет 99 564 человека (1 августа 2014), а плотность — 234,83 чел./км². Изменение численности населения с 1980 по 2005 годы:
| 1980 | 91 285 чел.  |  |
| 1985 | 93 895 чел.  |  |
| 1990 | 95 625 чел.  |  |
| 1995 | 97 813 чел.  |  |
| 2000 | 100 016 чел. |  |
| 2005 | 100 462 чел. |  |

## Символика
Деревом города считается лиственница, цветком — космея.